# Quintet (azienda)
Quintet Company, Limited (株式会社クインテット?, Kabushiki gaisha Kuintetto) è una software house giapponese fondata nel 1989. Il nome della compagnia deriva dalla terminologia musicale, come i 5 elementi di game design - pianificazione, grafica, suono, programmatori e produttori. Quintet è stata maggiormente attiva negli anni 1990, quando era in forti contatti con la software house Enix; la compagnia era anche un membro del gruppo GD-NET degli sviluppatori per Sega Saturn. Lo stato attuale della Quintet non è chiaro.

## Gli inizi
Il direttore e presidente della Quintet è Tomoyoshi Miyazaki, lo sceneggiatore per i primi due episodi per la serie di giochi di ruolo Ys di Nihon Falcom. Masaya Hashimoto, il principale programmatore per gli stessi titoli, è anche lui un membro. Grazie a questa connessione, il compositore Yuzo Koshiro (anche lui un veterano di Ys) ha prestato il suo talento per il titolo inaugurale della compagnia, ActRaiser. La sorella di Koshiro, Ayano Koshiro, ha disegnato il design dei personaggi.
Le successive uscite di Soul Blazer, Illusion of Gaia, e Terranigma, note ai fan come la "Trilogia di Soul Blazer", hanno stabilito una caratteristica dei giochi della Quintet: i forti e spesso cupi temi dei loro titoli. I giochi della Quintet spesso includono un conflitto tra un essere che porta distruzione ed un essere che controlla la creazione come simboli di dualità. Il mondo ha due aspetti che si oppongono e si completano l'un l'altro, è tutto quello che esiste è basato su questa relazione. La sofferenza e il sacrificio come parte della vita hanno distinto i giochi della Quintet, e hanno attratto molti fan.
Comunque, intorno al 2000 le uscite di giochi con le caratteristiche tipiche dei giochi della Quintet si ridussero, ed attualmente la compagnia sembra essere inattiva.

## Un misterioso silenzio
Nel 2007, la pagina web ufficiale della Quintet non era aggiornata da 4 anni, e la compagnia è rimasta in silenzio per ragioni sconosciute. C'era un forum attivo fino al 29 marzo 2002 (data di pubblicazione del gioco RPG Mystic Heroes per Game Boy Advance in Nord America), ma in risposta ad un'enorme quantità di commenti irati da parte dei fan impazienti per la mancanza di notizie, lo staff della Quintet ha postato: "Siccome non possiamo rilasciare alcune informazioni, chiuderemo questo forum." Successivamente, il forum fu eliminato.

## Attività recenti
Dal 2002, ci sono stati dei giochi che avevano dei membri dello staff della Quintet nei loro crediti, ma non facevano alcun riferimento alla Quintet come compagnia. Tomoyoshi Miyazaki è menzionato in Mystic Heroes della Koei, ed un altro membro della Quintet è menzionato come sound designer in quattro giochi della Banpresto per Game Boy Advance, la serie Super Robot Wars. Nel 2004 Miyazaki fu menzionato anche nel gioco InuYasha: The Secret of the Cursed Mask per PlayStation 2.
I fan vedono i nomi dei membri della Quintet nei crediti finali di molti giochi. Questo prova che i membri dello staff lavorano su specifici progetti su una larga varietà di giochi diversi dai loro lavori alla Quintet.
Inoltre, il nome Quintet come compagnia è apparso nei crediti della serie Atelier Iris di Gust, in merito al design degli oggetti. Questo è un ruolo piccolo ma importante, perché in ogni gioco contempla circa 400 design necessari.

## Giochi sviluppati
- ActRaiser
- Soul Blazer
- ActRaiser 2
- Illusion of Gaia
- Robotrek
- Terranigma
- Solo Crisis
- Code R
- Planet Laika (sviluppato insieme a Zeque)
- Granstream Saga (sviluppato per conto di Shade label)
- Brightis
- Simple 1500 Series vol.78 The Zeroyon
- Godzilla Generations